# Jean d'Agraives
Jean d'Agraives es el seudónimo de Frédéric Causse, escritor francés nacido en París el 13 de mayo de 1892 y fallecido en esa misma ciudad el 21 de noviembre de 1951. 

## Biografía
Heredero literario de su padre Charles Causse, que alcanzó su mejor momento en la literatura publicando bajo el seudónimo de Pierre Maël novelas escritas en colaboración con Charles Vincent. Bajo el nombre de Fred Mael, Jean d'Agraives publicó en 1916 su primera novela, L'Île qui parle y otras en 1916 y 1917 bajo el nombre de Fred Causse-Maël. 
En conflicto con los herederos de Charles Vincent, tuvo que abandonar este nombre y optar por el de Jean d'Agraives. Autor de numerosos libros para jóvenes, también escribió novelas populares y novelas de cine, como Vent debout o Scaramouche, título que le causó un nuevo conflicto con el autor de la novela original, Rafael Sabatini. 
Jean d'Agraives escribió un total de cincuenta novelas. 
Durante la ocupación nazi de Francia en la Segunda Guerra Mundial, trabajó en Radio París hasta 1941. El 16 de julio de 1945 fue condenado a ocho meses de prisión y cinco años de indignidad nacional. 
El autor usó otros seudónimos antes de elegir el seudónimo de Jean Agraives, como Midship, Jacques y Jean d'Agrève o Jean d'Agrèves. Era traductor de novelas inglesas bajo el seudónimo de Midship y Charles Bourhis. 
Sus libros tuvieron un innegable éxito hasta su muerte en 1951. Algunos de sus títulos son Le Filleul de La Pérouse o La Cité des sables.

## Obra
- L'Île qui parle, 1916
- L'aviateur de Bonaparte, 1926[2]
- Le serpent de Kali, 1930
- Le maître du Simoun, 1948
- Vent debout
- Scaramouche
- Le Filleul de La Pérouse
- La Cité des sables. Roman d'aventures et d'aviation